# Maxim Maximovič Kovalevskij
Maxim Maximovič Kovalevskij (27. srpnajul./ 8. září 1851greg. Charkovská gubernie, Rusko – 5. dubna 1916 Petrohrad), byl ruský právník, historik, sociolog, etnograf a politický aktivista ukrajinského původu. Patřil k představitelům evropské evolucionistické školy v sociologii a antropologii i hlavním osobnostem ruského pozitivismu.

## Život
Kovalevskij se věnoval hlavně studiu ruské obščiny, dějinám ruské vesnice i stavu ruské ekonomiky. Srovnával západoevropské a východoevropské zemědělství v období feudalismu a zabýval se dějinami hospodářství předkapitalistické Evropy. V letech 1877–1878 působil jako profesor na Moskevské univerzitě, kde se zabýval výzkumem etnických skupin kavkazských horalů. Byl jedním ze zakladatelů Moskevské psychologické společnosti (1884). Období 1887–1905 strávil v Paříži, kde otevřel Ruskou školu společenských věd. V zahraničí rovněž navázal přátelské styky s Bedřichem Engelsem a Karlem Marxem. V roce 1889 se stal členem Petrohradské akademie věd.
Po revoluci v roce 1905 se angažoval v politice. V roce 1906 byl za charkovskou oblast zvolen do Státní dumy v jejím prvním volebním období. Poté co byla v červenci 1906 dolní komora parlamentu rozpuštěna odmítl podepsat tzv. Vyborgský manifest. V roce 1907 se stal členem horní komory, Státní rady, jakožto zástupce akademických organizací a univerzit. 
V roce 1912 získal nominaci na Nobelovu ceny míru od členů ruské meziparlamentní skupiny.